# Disqus
Disqus — веб-сервис, предоставляющий возможность импорта интернет-обсуждений и комментариев на сайт пользователя. Сервис использует свою социальную сеть, что упрощает комментирование на сайтах, использующих его. Disqus основали Даниэль Ха и Джейсон Ян в 2007 году, как стартап Y Combinator. Сервис используют более 750 тысяч блогов и веб-сайтов, а также интернет-порталы таких изданий, как CNN, Daily Telegraph, IGN.

## Механизм работы
Виджет комментов от Disqus  написан на JavaScript, также на Python и использует Django.
Поддержка языков: и сайт Disqus, и система комментариев были переведены на 6 языков (2011). Вместе с представлением нового Disqus в 2012 году поддержка языков включала 7 языков .

## История
Disqus начал разрабатываться летом 2007, в качестве Y Combinator-стартапа во главе с Даниэлем Ха и Дейсоном Ян, которые в тот момент являлись студентами Калифорнийского университета в Дэвисе. Сервис был запущен 30 октября 2007 г.
В ноябре 2010 года, вскоре после празднования своей третьей годовщины, Disqus объявил о 200 млн уникальных посетителей в месяц. А через семь месяцев, в мае 2011, уже о 500 млн посетителей в месяц, а также о 750 тыс. зарегистрированных в системе сайтов и 50 млн пользователей.
В начале 2011 года Disqus привлекла 10 млн долл. венчурного капитала от North Bridge Venture Partner и Union Square Venture Partners.
По исследованиям Lijit проведённым в марте 2011 года системой Disqus пользовались 75 % всех сайтов, использующих сторонние системы комментирования.

### Бизнес-модель
Disqus, так же как Dropbox и Evernote, работает на финансовой модели Freemium. Сервис является условно-бесплатным как для комментаторов, так и для владельцев сайтов.
С ноября 2010 года Disqus начали официально предлагать три дополнительных пакета: Plus за $19 в месяц, Pro за $199 в месяц и VIP по цене от $999 в месяц. В середине 2011 года, пакет Plus был удален, а Pro был увеличен до $299 в месяц.
Начиная с июля 2012 года, Disqus предлагает только два премиум-пакета: VIP-пакет и SSO-only за $99 в месяц.

## Аналоги
Существует ряд аналогичных сервисов с похожим функционалом, например IntenseDebate (в 2008 году куплена Automattic) и российская Cackle. Другой аналог: Remark42.